# Yby Yaú
Yby Yaú é uma cidade do Paraguai, Departamento Concepción. Possui uma população de 21.462 habitantes. A principal atividade econômica é o comércio, agricultura e pecuária.

## Transporte
O município de Yby Yaú é servido pelas seguintes rodovias:
- Ruta 03, que liga a cidade de Assunção ao município de Bella Vista Norte (Departamento de Amambay
- Ruta 05, que liga a localidade de Pozo Colorado - zona rural do municípío de Villa Hayes (Departamento de Presidente Hayes) -  à cidade de Ponta Porã (Mato Grosso do Sul) - (BR-463) [1][2][3]